# Cravagliana
Cravagliana es una localidad y comune italiana de la provincia de Vercelli, región de Piamonte, con 283 habitantes.

## Evolución demográfica
| Gráfica de evolución demográfica de Cravagliana entre 1861 y 2001 |
|                                                                   |
| Fuente ISTAT - elaboración gráfica de Wikipedia                   |